# 아르미니야
아르미니야 또는 아르미니야 오스티칸국(아르메니아어: Արմինիա ոստիկանություն)이나 아르메니아 토후국(아랍어: إمارة أرمينيا, 이마라트 아르미니야)은 7세기에 무슬림 아랍인들이 대아르메니아, 이베리아 후국, 캅카스 알바니아를 정복한 이후 이 지역을 통칭해서 부르는 정치적, 지리적 용어다. 칼리프들은 전쟁 기간 중 아르메니아인들의 충성과 공납을 대가로 아르미니야의 통치를 아르메니아인 대공들에게 맡겼다. 그러나 685년 압드 알말릭 이븐 마르완이 칼리프가 된 이후, 아르미니야는 아랍인들의 직접 통치를 받게 되었고, 행정 중심지를 드빈으로 둔 후 그곳에 오스티칸을 파견하였다. 884년 아쇼트 1세가 아르메니아 땅을 대부분 회복하고 바그라투니 왕조를 개척하면서, 아랍인의 아르메니아 통치도 종말을 고했다.

## 역사

### 아랍인의 아르메니아 정복
아랍인의 아르메니아를 정복한 시기는 아랍 측 사료와 그리스 및 아르메니아측 사료가 사건의 세부적인 부분과 연대기가 일치하지 않기 때문에 확정지을 수 없지만, 아랍인들의 전쟁에 관한 보다 넓은 핵심적인 측면은 일치하기 때문에 현대 학자들이 재구성하려고 노력하고 있다.
아랍 측 사료에 따르면, 비잔티움 제국으로부터 레반트 지역을 정복하고, 사산조 페르시아를 정복할 무렵인 639년/640년에 아랍군이 아르메니아에 최초로 원정했다. 이야드 이븐 간므가 이끄는 아랍군은 비틀리스까지 진출했다. 두 번째 아르메니아 원정은 642년에 시작되었지만, 이번에는 아르메니아군에게 패배하고 아르메니아에서 쫓겨났다. 이 실패 이후, 645년 아랍군은 살만 이븐 라비아의 지휘 하에 아드하르바이잔에서 출병해 기습을 감행했지만, 아르메니아 국경지대까지만 진출했다. 이슬람 측 자료에 따르면, 아르메니아의 정복은 645년/646년에 이루어졌다고 정확히 기록되어 있으며, 하비브 이븐 마슬라마 알피흐리의 지휘 하에 아르메니아 서쪽으로 진출하여 테오도시오폴리스를 점령한 뒤 반호 일대의 아르메니아 대공들을 복속시키고 사산 왕조의 영토였던 드빈을 점령한 뒤 캅카스 알바니아의 영토였던 티플리스까지 진출했다고 서술했다. 동시에 이라크에서 출발한 살만 이븐 라비아 휘하의 아랍군은 캅카스 알바니아를 정복했다.
아랍 측 자료들은 아르메니아가 효과적으로 아랍인의 통치권에 들어왔다고 암시하고 있지만, 현대학자들은 당대 아르메니아 주교였던 세베오스의 기록과 후대 비잔틴 제국의 기록가였던 고백자 테오파니스의 기록이 조금 더 신빙성이 있다고 판단하고 있으며, 재구성을 통해 640년에서 650년 사이에 아랍군이 아르메니아를 침공했지만 아르메니아를 복속시키는데는 실패했다고 본다.
아르메니아 역사학자들은 642년에 아랍인들이 처음 아르메니아에 당도했고, 아이라라트 지역으로 침투해 드빈을 약탈하고 35,000명을 포로로 잡았다고 본다. 643년 아랍군은 아란 지역으로 침공해 아이라라트를 휩쓸고 이베리아 지역까지 진출했지만, 테오도르 르슈투니가 이끄는 아르메니아군과 전투를 벌여 패배했다. 이 전쟁에서의 승리로 비잔티움 황제 콘스탄스 2세는 테오도르를 아르메니아의 지배자로 인정하는 대신 아르메니아는 비잔티움 제국의 보호국이 되었고, 아랍과 비잔틴 측은 휴전 협정을 체결했다. 이후 653년부터 657년까지 아르메니아를 둘러싼 아랍과 비잔티움의 공방전은 계속되었고, 657년 제1차 피트나로 아랍 측에 내전이 발발하자, 아르메니아는 다시 비잔티움 제국의 영향권에 들어갔다. 제1차 피트나가 끝나고 661년 칼리프가 된 무아위야 1세는 아르메니아에 다시 복종을 요구했고, 또 다른 전쟁을 피하기 위해 아르메니아 대공들은 아랍의 요구를 들어주었다.

### 이슬람의 직접 통치
7세기 중반 이슬람의 지배권에 놓였으나 아르메니아 지역에서 아랍인들의 주둔과 통제는 상당히 미미했으며, 아람 텔게원디안이 언급했듯 5세기 아르사케스 왕조가 멸망한 뒤 아르메니아는 아랍의 보호 아래 처음으로 어느 정도 독립을 누릴 수 있었다. 조약의 내용에 따라 아르메니아 대공들은 아랍이 요구할 때마다 군사와 공납을 바쳐야 했고, 그 대가로 아랍인들은 아르메니아 땅에 군사 기지나 장교를 파견하지 않았으며 비잔틴 제국의 침공이 임박했을 때 아랍은 아르메니아 대공들에게 군사 지원을 약속했다.
680년 압드 알말릭 이븐 마르완이 칼리프가 되면서 아르미니야의 통치 방식에도 변화가 생겼다. 700년부터 압드 칼리프의 형제이자 아란의 통치자였던 무함마드 이븐 마르완은 아르메니아 각지를 복속했고, 703년 비잔틴 제국의 지원을 받은 아르메니아인들이 반란을 일으켰지만 무함마드는 반란을 진압하고 705년 반란군 지도자들을 처형해 반란이 일어난 것을 은폐했다. 이 시기 아르메니아는 캅카스 알바니아, 그리고 이베리아 후국과 함께 묶여 '알아르미니야'(الارمينيا)로 불렸고, 아랍 거점이 있고 오스티칸이 파견되는 드빈이 행정 중심지였다. 우마이야 왕조가 통치하는 시기 동안, 총독이 아르미니야와 알자지라, 아란을 함께 통치했기 때문에, 아르미니야는 사실상 거대주가 되었다.
아르미니야는 드빈에 주둔한 '토후' 또는 '와리'의 지배를 받았지만, 이들은 납세와 국방만을 담당했다. 아르미니야의 실질적인 통치는 나크하라르가 담당했다. 아르미니야는 아르미니야 I(캅카스 알바니아), 아르미니야 II(이베리아 후국), 아르미니야 III(아라스강 일대), 아르미니야 IV(타론)으로 나누어졌다. 사산 제국 시기처럼 지역 귀족들인 이스카한이 이 구역을 지배했으며, 9세기부터는 바그라트 2세 바그라투니를 시작으로 '이스카한'이라는 칭호가 대공 중 대공을 의미하는 '이스카나크 이스카한'으로 변경되었다. 대공들의 대표로서, 이스카나크 이스카한은 아랍 통치자들의 명령을 받들고 납세와 징집을 담당했다.
725년경 다양한 전선에서 칼리프의 군대가 요구됨에 따라, 아르미니야에서 호구 조사가 있었다. 720년대와 730년대 아르미니야는 아랍군과 함께 제2차 하자르-아랍 전쟁에 참전했고, 732년 아르미니야 토후 마르완 이븐 무함마드는 아쇼트 3세 바그라투니를 이스카나크 이스카한으로 임명했는데 이는 아르미니야 지역의 자치가 다시 부여되었음을 의미했다.

## 같이 보기
- 대아르메니아
- 아르메니아 내 이슬람

## 참고 문헌
- 틀:The End of the Jihad State
- Canard, Marius; Cahen, Claude (1960). 〈Armīniya〉.   Gibb, H. A. R.; Kramers, J. H.; Lévi-Provençal, E.; Schacht, J.; Lewis, B.; Pellat, Ch. 《The Encyclopaedia of Islam, New Edition, Volume I: A–B》. Leiden: E. J. Brill. 634–640쪽.
- Jones, Lynn (2007). 《Between Islam and Byzantium: Aght'amar and the Visual Construction of Medieval Armenian Rulership》. Ashgate Publishing, Ltd. ISBN 978-0754638520.
- Laurent, Joseph L. (1919). 《L'Arménie entre Byzance et l'Islam: depuis la conquête arabe jusqu'en 886》 (프랑스어). Paris: De Boccard.
- Morgan, Jacques de (1918), 《The History of the Armenian People: From the remotest times to the present day》, Barry, Ernest F., trans., Boston: Hairenik Press, OL 5788153M
- 틀:The Arab Emirates in Bagratid Armenia
- 틀:The Making of Byzantium, 600–1025
- Robert H. Hewsen. Armenia: A Historical Atlas. Univ. of Chicago Press, Chicago, 2001, Pp. 341.
- Garbis Armen. Historical Atlas of Armenia. A. N. E. C., New York, 1987, Pp. 52.
- George Bournoutian. A History of the Armenian People, Volume I: Pre-History to 1500 AD, Mazda Publishers, Costa Mesa, 1993, Pp. 174.
- John Douglas. The Armenians, J. J. Winthrop Corp., New York, 1992.